# Carl Ferdinandsen
Carl Christian Frederik Ferdinandsen, född 1879, död 1944, var en dansk botaniker.
Ferdinandsen blev filosofie doktor 1919. Han var assistent vid universitetets botaniska museum i Köpenhamn 1906-16, botaniker vid statens växtpatologiska försök 1917-19, försöksledare 1919-25 och blev 1920 professor i växtpatologi vid Landbohøjskolen. Han ägnade sig särskilt åt mykologi och utgav undersökningar över danska, västindiska och arktiska svampar, och studerade även de danska ogräsväxternas ekologi.

## Utmärkelser
- Riddare av Dannebrogorden,  1932[2]

[Redigera Wikidata]